# Константінова Катерина Миколаївна
Катерина Миколаївна Константінова (нар. 1 листопада 1985) — українська футболістка.

## Життєпис
Футбольну кар'єру розпочала в «Легенді-Чексіл». У 2003 році дебютувала у Вищій лізі. Дворазова чемпіонка України та дворазова володарка національного кубку у складі «Легенди». Осінню частину сезону 2004 року провела в оренді в сумському «Спартаку». З 2011 по 2012 рік виступала за уманські колективи «Ятрань» та «Ятрань-УДПУ». Футбольну кар'єру завершила 2012 року.

## Досягнення
«Легенда» (Чернігів)
- Вища ліга України
  -  Чемпіон (2): 2005, 2009
  -  Срібний призер (4): 2003, 2004, 2006, 2008
  -  Бронзовий призер (1): 2007

- Кубок України
  -  Володар (2): 2005, 2009
  -  Фіналіст (5): 2003, 2004, 2006, 2007, 2008

- Italy Women's Cup
  -  Бронзовий призер (1): 2005